# Nikon D1X
Die Nikon D1X (X für engl. extended) ist eine digitale Spiegelreflexkamera des japanischen Herstellers Nikon, die im Juni 2001 in den Markt eingeführt wurde. Der Hersteller vermarktete sie speziell als hochauflösende Modellvariante.

## Technische Merkmale
Der 5,74-Megapixel-CCD-Bildsensor erlaubt Aufnahmen mit maximal 4028 × 1312 Pixeln. Er besitzt eine Größe von 23,7 mm × 15,6 mm (Herstellerbezeichnung DX-Format) und stammt vom japanischen Hersteller Sony.
Die Kamera besitzt eine 3D-Matrixmessung, die auch einen automatischen Weißabgleich und eine Tonwertkorrektur ermöglicht. Die Kamera kann bis zu 40 Aufnahmen in Serie bei 3 Bildern pro Sekunde machen. Der farbige Monitor mit Hintergrundbeleuchtung besitzt eine Auflösung von 120.000 Subpixel. Die Kamera kann intern mit ICC-Farbprofilen arbeiten. Sie besitzt ferner verschiedene Individualfunktionen, einen ASIC-Prozessor und eine eingebaute RS232c-Schnittstelle zum optionalen Anschluss eines GPS-Empfängers.

## Geschichte
Die Kamera beruht technisch in weiten Teilen auf dem Modell Nikon D1. Gegenüber diesem und dem parallel entwickelten Modell Nikon D1H hat die Kamera anstelle des 2,74-Megapixel-Sensors einen höher auflösenden Sensor mit 5,47 Megapixel mit 4028 × 1324 Pixeln. Die Größe der CCD-Elemente wurde in horizontaler Richtung halbiert und damit die Anzahl verdoppelt. Vertikal beließ man die Abmessungen.
Das aus dem neuen Sensor gewonnene Bild mit 4024 × 1324 Pixel wird anschließend zu einem Bild mit Standardseitenverhältnissen (3008 × 1960 Pixel) umgerechnet. Die Bildschärfe wird dadurch deutlich erhöht.